# Gynther Hansen
Gynther Hansen (6. december 1930 i Aarhus – 5. april 2014) var forfatter.
Han var født Thomsen, opvokset i Varnæs ved Aabenraa hos plejeforældre og tog navneforandring til Hansen.

## Priser og hæder
- Han har fået flere legater af Statens Kunstfond
- 1976 Herman Bangs Mindelegat
- 1977 Sprogforeningens Litteraturpris
- 1988 Forfatterne Harald Kiddes og Astrid Ehrencron-Kiddes Legat
- 1989 Henrik Pontoppidans Mindefond
- 1989 Poeten Poul Sørensen og fru Susanne Sørensens Legat
- 1990 Kritikerprisen
- 2000 Aage Barfoeds og Frank Lunds Legat
- 2000 Marcus Lauesens Mindelegat